# Artikel 14 van het Europees Verdrag voor de Rechten van de Mens
Artikel 14 van het Europees Verdrag voor de Rechten van de Mens voorziet in een verbod van discriminatie met betrekking tot de rechten en vrijheden opgenomen in het verdrag. Het verdrag (en dit artikel) hebben rechtsgelding in alle staten die het verdrag hebben ondertekend, te weten de lidstaten van de Raad van Europa, daaronder België en Nederland.

## Tekst
Artikel 14 – Verbod van discriminatie
Het genot van de rechten en vrijheden die in dit Verdrag zijn vermeld, moet worden verzekerd zonder enig onderscheid op welke grond ook, zoals geslacht, ras, kleur, taal, godsdienst, politieke of andere mening, nationale of maatschappelijke afkomst, het behoren tot een nationale minderheid, vermogen, geboorte of andere status.

## Vergelijking met nationale wetgeving
Het discriminatieverbod is in de Nederlandse grondwet geregeld in artikel 1.

## Protocol 12
Artikel 14 van het Europees Verdrag voor de Rechten van de Mens verbiedt alleen discriminatie ten aanzien van de rechten en vrijheden die het verdrag waarborgt. In protocol 12 bij het EVRM is een algemeen discriminatieverbod vastgesteld ten aanzien van "elk in de wet neergelegd recht".

## Jurisprudentie
- EHRM 13-06-1979 Marckx/België
- HR 12-05-1999 Arrest Arbeidskostenforfait

Artikel 1 · Artikel 2 · Artikel 3 · Artikel 4 · Artikel 5 · Artikel 6 · Artikel 7 · Artikel 8 · Artikel 9 · Artikel 10 · Artikel 11 · Artikel 12 · Artikel 13 · Artikel 14 · Artikel 15 · Artikel 16 · Artikel 17 · Artikel 18 · Protocollen